# カルロス (ビアナ公)
カルロス・デ・ビアナ（アラゴン語: Carlos de Viana, 1421年5月29日 - 1461年9月23日）は、ナバラおよびアラゴン王子。ナバラ王位継承者としてビアナ公の、アラゴン王位継承者としてジローナ公の称号を授けられていた。アラゴン王フアン2世とナバラ女王ブランカ1世の長男でナバラ王位請求者ブランカ2世とナバラ女王レオノールの同母兄、アラゴン王兼カスティーリャ王フェルナンド2世の異母兄。

## 生涯
1423年に母方の祖父に当たるカルロス3世からビアナ公に叙され、ナバラ王位継承者に指名された。1439年にクレーフェ公アドルフ1世の娘イネスと結婚したが、子供は得られなかった。1441年の母ブランカ1世の死後にナバラ王位を巡って父と対立し、内乱となった（ナバーラ内戦）。支持者から「ナバラ王カルロス4世」（アラゴン語: Carlos IV）と呼ばれた。
母は遺言でカルロスへ王位を譲ることを決めたが、父の同意が必要とも書いていたため、父が遺言に従わず王位をカルロスへ譲らず自ら独占、1444年に父がフアナ・エンリケスと再婚したこともあって父との関係が悪化した。これに父と対立するナバラ貴族が味方したため、カルロスは父に対し挙兵したが敗れて投獄、脱走して伯父のアラゴン王兼ナポリ王アルフォンソ5世の下へ逃れた。
1458年に伯父が亡くなり父がアラゴン王も継ぐとシチリアへ移住、1460年に父から和睦の誘いがあり応じたが、カルロスがカスティーリャへ内通していたことが発覚、和睦は取り消されカルロスは再び投獄された。父に反発していたカタルーニャが抗議したため1461年に釈放されバルセロナで市民に歓迎されたが、同年に王位の継承を果たせずに死去した。肺結核が死因だったが、継母に毒殺されたとの噂も流れていた。
宮廷育ちだったため知的で真面目な性格で、音楽と文芸に親しみアリストテレスの著作をカスティーリャ語に訳したり、投獄されている間に歴代ナバラ王の年代記を書いたりしている。反面優柔不断でもあり、貴族やカタルーニャに旗頭として利用され、父への反抗を繰り返し不遇な生涯を送った。